# Ján Ušiak (politik)
Ján Ušiak (16. června 1914 – ???) byl slovenský a československý poválečný politik Komunistické strany Slovenska a poslanec Prozatímního Národního shromáždění, Slovenské národní rady a Národního shromáždění ČSR.

## Biografie
V letech 1945–1946 byl poslancem Prozatímního Národního shromáždění za KSS. Setrval zde do parlamentních voleb v roce 1946. Na základě výsledků parlamentních voleb roku 1946 byl zvolen do Slovenské národní rady.
Znovu se v celostátním parlamentu objevil po volbách do Národního shromáždění roku 1948, kdy byl zvolen za volební kraj Liptovský Mikuláš. V parlamentu setrval do konce volebního období v roce 1954.
V letech 1946–1956 se Ján Ušiak uvádí jako účastník zasedání Ústředního výboru KSS. Za nastupující normalizace Ústřední výbor Komunistické strany Československa zařadil jistého Jána Ušiaka, narozeného roku 1914, na seznam „představitelů a exponentů pravice“. V té době je uváděn jako docent Filozofické fakulty Univerzity Komenského v Bratislavě.
V roce 1977 se jistý Ján Ušiak uvádí jako poslanec Slovenské národní rady.